# Mercenasco
Mercenasco (Mersnasch in piemontese) è un comune italiano di 1 317 abitanti della città metropolitana di Torino in Piemonte.
Il comune si trova a 34 km a nord del capoluogo piemontese, ad un'altitudine di 309 metri sul livello del mare.

## Storia
Le origini di Mercenasco non sono ben documentate, ma il primo riferimento scritto al comune risale al 1100. Tuttavia, di fronte alla chiesa parrocchiale è stata scoperta una stele romana del I secolo d.C., che dimostra la presenza di insediamenti umani molto precedenti. Il nome stesso di Mercenasco potrebbe derivare dalle parole celtiche mark zen mag, che si traducono in "paese di confine inferiore", o dal nome latino Marcinius o Marcinus, suggerendo radici antiche.
Gli abitanti di Mercenasco, detti Mercenaschesi, hanno storicamente basato la loro economia sull'agricoltura e l'allevamento, attività che restano ancora centrali. Tuttavia, negli ultimi decenni, il settore industriale e commerciale ha acquisito crescente importanza.
Un'attrazione significativa del comune è il Castello dei Compans de Brichanteau, una struttura medievale che è stata trasformata nel XIX secolo in un'elegante residenza. Sebbene sia di proprietà privata, è possibile affittare le sue sale per eventi come matrimoni o convegni, ed è spesso utilizzato anche per riprese cinematografiche. Non lontano dal castello, la chiesa parrocchiale di Santa Maria Maddalena, costruita in stile barocco piemontese, è una popolare meta per matrimoni, grazie alla sua atmosfera intima e alla vista panoramica sulla pianura.
La frazione di Villate, situata sulla strada per Montalenghe, merita una menzione per le sue tradizioni locali e la chiesa dedicata a San Grato. Un tempo borgo più popoloso, Villate continua a custodire gelosamente le proprie feste e tradizioni.
In epoca preromana, la regione era abitata dai Salassi, una tribù gallo-celtica specializzata nella lavorazione dei metalli. Dopo la conquista romana nel 123 a.C., Mercenasco divenne parte di una provincia romana fino alla caduta dell'Impero Romano d'Occidente, seguita dalle dominazioni longobarda e carolingia. Il primo documento che menziona direttamente il comune risale al 1142 e cita un certo Guillelmus Bogius de Martianasco.
Nel 1227, Mercenasco passò sotto il controllo del vescovo di Ivrea, che successivamente cedette il feudo al marchese del Monferrato. La frazione di Villate viene citata per la prima volta in un documento del 1292. Secondo la tradizione, il borgo fu fondato da seguaci valdostani di Sant'Orso e San Grato.
Nel corso del XIV secolo, durante le lotte tra guelfi e ghibellini, il castello di Mercenasco fu distrutto, ma venne ricostruito dal marchese del Monferrato nel 1349. Successivamente, il paese passò sotto il dominio francese e poi spagnolo, fino alla conquista definitiva da parte dei Savoia nel 1631. Nel XIX secolo, il castello fu trasformato in una residenza signorile dalla famiglia Compans di Brichanteau.
Mercenasco, insieme alla sua frazione Villate, ha pagato un tributo significativo durante le due guerre mondiali, con numerosi abitanti caduti, come ricordato dalle lapidi presenti nel comune.

## Simboli
Lo stemma e il gonfalone del comune di Mercenasco sono stati concessi con decreto del presidente della Repubblica del 30 ottobre 2008.
(D.P.R. 30.10.2008)
Il gonfalone è un drappo di giallo con la bordatura di rosso.

## Monumenti e luoghi di interesse

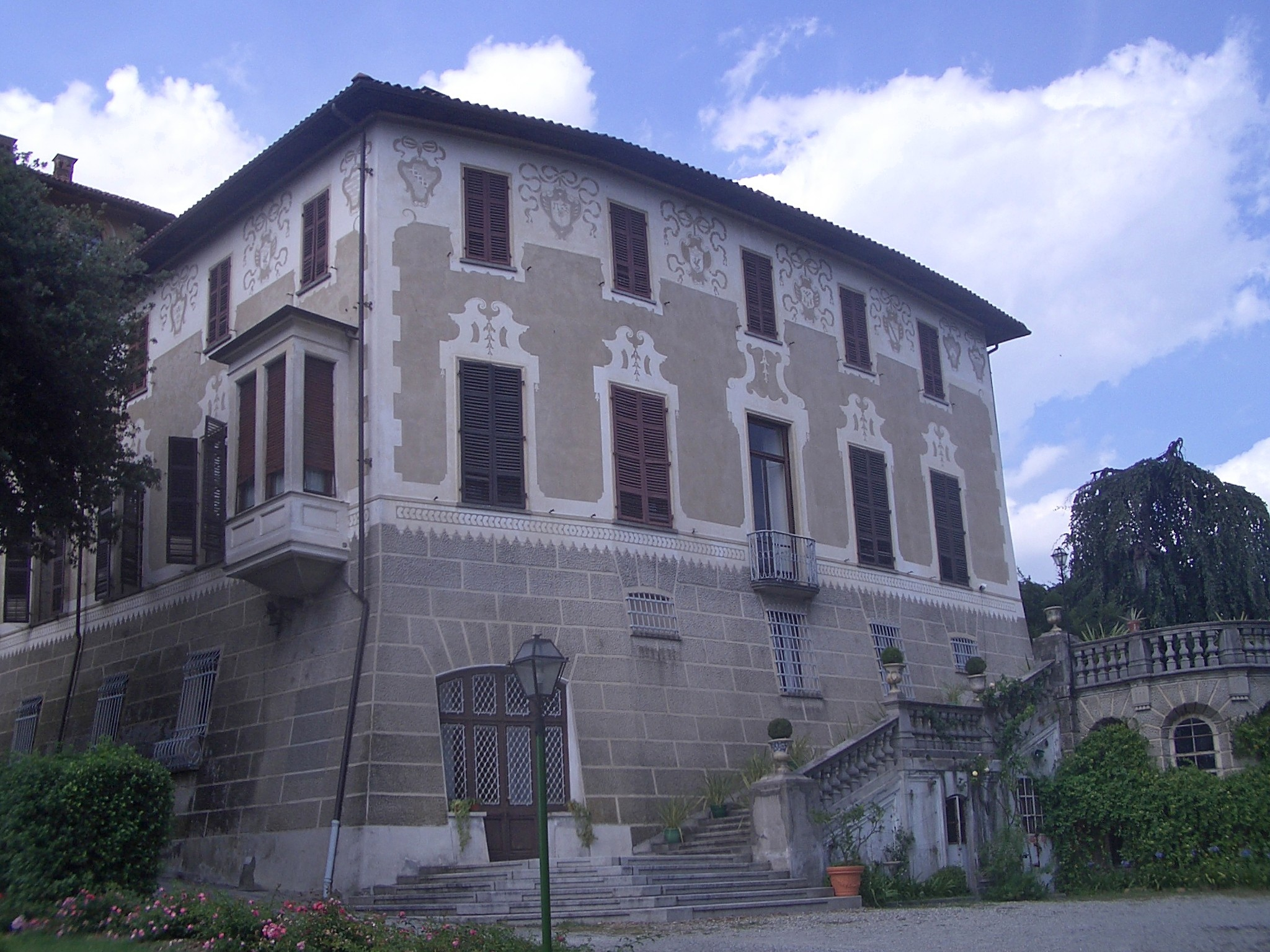
Il Castello Benso

Il Castello Benso di Mercenasco, conosciuto anche come Castello dei Compans de Brichanteau, è una storica residenza situata nel comune di Mercenasco, in Piemonte. L'edificio attuale risale principalmente all'Ottocento, ma le sue origini affondano nel Medioevo. Originariamente costruito come una fortificazione difensiva, il castello subì diverse modifiche e ampliamenti nel corso dei secoli, in particolare nel XIX secolo, quando fu trasformato in una residenza nobiliare dalla famiglia Compans de Brichanteau.
La struttura attuale, con il suo aspetto elegante e signorile, si distingue per lo stile neogotico, tipico delle dimore ottocentesche piemontesi. Il castello è circondato da un ampio parco, che contribuisce al suo fascino romantico, e le sue sale interne, riccamente decorate, sono spesso utilizzate per eventi privati come matrimoni, feste e convegni. Questo uso moderno, in combinazione con la sua storia antica, lo rende una delle attrazioni culturali principali del comune.
Attualmente, il castello è di proprietà della famiglia Benso di Villamirana, discendenti della nobile casata che ha acquisito la proprietà nel XIX secolo. Sebbene sia una proprietà privata, è possibile affittare le sue sale per eventi esclusivi e vi si organizzano regolarmente visite guidate e riprese cinematografiche, attratte dal fascino storico dell'edificio.
Il castello è stato al centro di molti avvenimenti storici locali, tra cui le lotte tra guelfi e ghibellini, e ha subito varie trasformazioni a causa dei cambi di proprietà e dominazioni, tra cui quella francese, spagnola e sabauda.

## Società

### Evoluzione demografica
Negli ultimi cento anni, a partire dal 1921, si è assistito ad una riduzione della popolazione residente pari al 28 %.
Abitanti censiti

## Amministrazione

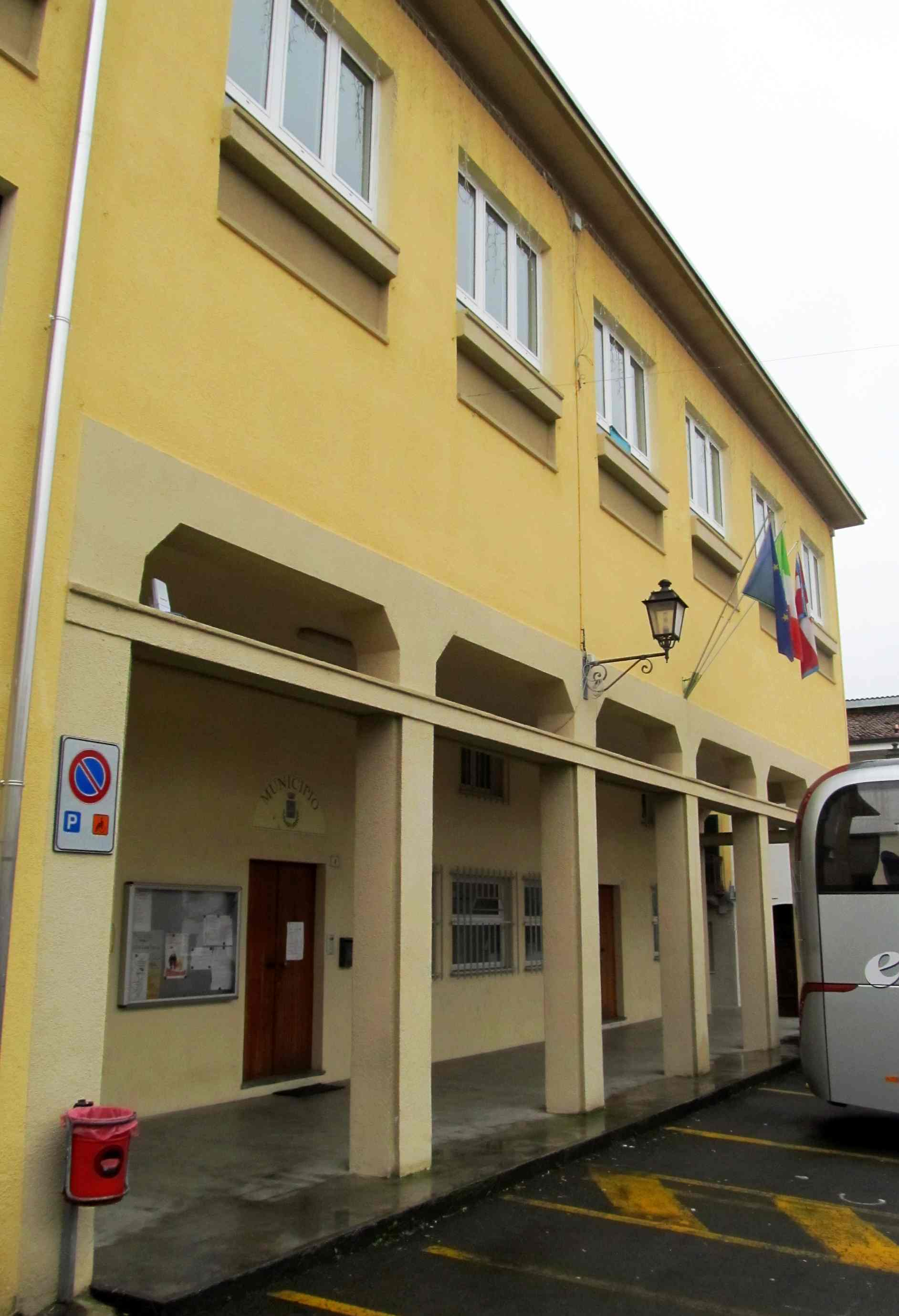
Il Municipio

| Periodo | Periodo | Primo cittadino           | Partito      | Carica  | Note |
| ------- | ------- | ------------------------- | ------------ | ------- | ---- |
| 2004    | 2009    | Giuseppe Vesco            | lista civica | sindaco |      |
| 2009    | 2014    | Giovanni Francesco Levrio | lista civica | sindaco |      |
| 2014    | 2019    | Angelo Parri              | lista civica | sindaco |      |
| 2019    | 2024    | Angelo Parri              | lista civica | sindaco |      |